# Jakub Chełstowski
Jakub Piotr Chełstowski (ur. 7 kwietnia 1981 w Tychach) – polski samorządowiec i menedżer, w latach 2018–2024 marszałek województwa śląskiego.

## Życiorys
Ukończył studia magisterskie na Wydziale Nauk Społeczno-Pedagogicznych Wyższej Szkoły Towarzystwa Wiedzy Powszechnej w Warszawie. Kształcił się podyplomowo w zakresie zarządzania w Szkole Głównej Handlowej w Warszawie oraz zarządzania projektami europejskimi na Uniwersytecie Ekonomicznym w Katowicach. Po studiach przez cztery lata jako animator prowadził klub osiedlowy w Spółdzielni Mieszkaniowej „Teresa” w Tychach, od 2007 do 2014 pełnił funkcję społecznego kuratora sądowego przy Sądzie Rejonowym w Tychach. Od 2009 był zatrudniony w Tyskiej Spółdzielni Mieszkaniowej „Oskard”, gdzie odpowiadał za marketing, a od 2014 – za kwestie społeczno-kulturalne. Później objął funkcję dyrektora do spraw nadzoru właścicielskiego w kontrolowanym przez Skarb Państwa Towarzystwie Finansowym Silesia. Był też prezesem Nadwiślańskiej Agencji Turystycznej w Tychach.
Od 2007 do 2017 był wiceprezesem i następnie prezesem stowarzyszenia Tychy Naszą Małą Ojczyzną. Z jego ramienia zdobył mandat radnego miejskiego Tychów w 2010. W 2014 uzyskał reelekcję, dodatkowo ubiegał się wtedy o miejską prezydenturę (uzyskując 18,76% głosów i zajmując drugie miejsce wśród czterech pretendentów). W radzie zainicjował m.in. powstanie budżetu obywatelskiego. W 2015 został sekretarzem Społecznej Rady Sportu działającej w Ministerstwie Sportu i Turystyki. W 2017 wstąpił do Prawa i Sprawiedliwości i przeszedł do klubu radnych tej partii.
W wyborach w 2018 został wybrany z listy PiS na radnego sejmiku śląskiego VI kadencji (otrzymał ponad 33 tys. głosów). 21 listopada 2018 objął stanowisko marszałka województwa. W sierpniu 2022 wszedł w skład rady nadzorczej spółki Energetyka Cieplna Opolszczyzny. 21 listopada 2022 wraz z trojgiem radnych opuścił Prawo i Sprawiedliwość, tworząc klub radnych stowarzyszenia Tak! Dla Polski i pozbawiając PiS władzy w sejmiku. We wrześniu 2023 dołączył do klubu radnych Koalicji Obywatelskiej. Wchodził w skład Rady do spraw Samorządu Terytorialnego w ramach Narodowej Rady Rozwoju. W lutym 2024 został członkiem rady nadzorczej Miejskiego Przedsiębiorstwa Komunikacyjnego w Częstochowie. Nie kandydował w wyborach samorządowych w 2024. Urząd marszałka województwa sprawował do 6 maja 2024. W tym samym miesiącu został prezesem zarządu Towarzystwa Finansowego Silesia.

## Życie prywatne
Syn Zbigniewa i Anny. Żonaty, ma dwoje dzieci.

## Odznaczenia i wyróżnienia
- Złoty Krzyż Zasługi (2021)[19]
- Odznaka „Za Zasługi dla Sportu” (złota i srebrna)[1]
- Odznaka honorowa „Za Zasługi dla Turystyki”[1]
- Odznaka honorowa „Za zasługi dla ochrony zdrowia”[20]
- Brązowy Medal za Zasługi dla Policji[21]
- Odznaka honorowa „Zasłużony dla Górnictwa RP”[22]
- Odznaka honorowa „Zasłużony dla Kolejnictwa”[23]
- Złota Odznaka Honorowa za Zasługi dla Związku Sybiraków[1]
- Złota odznaka „Zasłużony dla Wojewódzkiego Pogotowia Ratunkowego w Katowicach”[24]
- Medal 100-lecia Polskiego Czerwonego Krzyża[25]
- Wyróżnienie „Animus Silesiae” przyznane przez Zespół Pieśni i Tańca „Śląsk”[1]
- Nagroda „Innowator Wprost” przyznana przez redakcję tygodnika „Wprost”[26]
- Medal im. Bogumiła Hoffa – Zasłużony dla Miasta Wisła (2024)[27]